# Christian Gerhard Overbeck

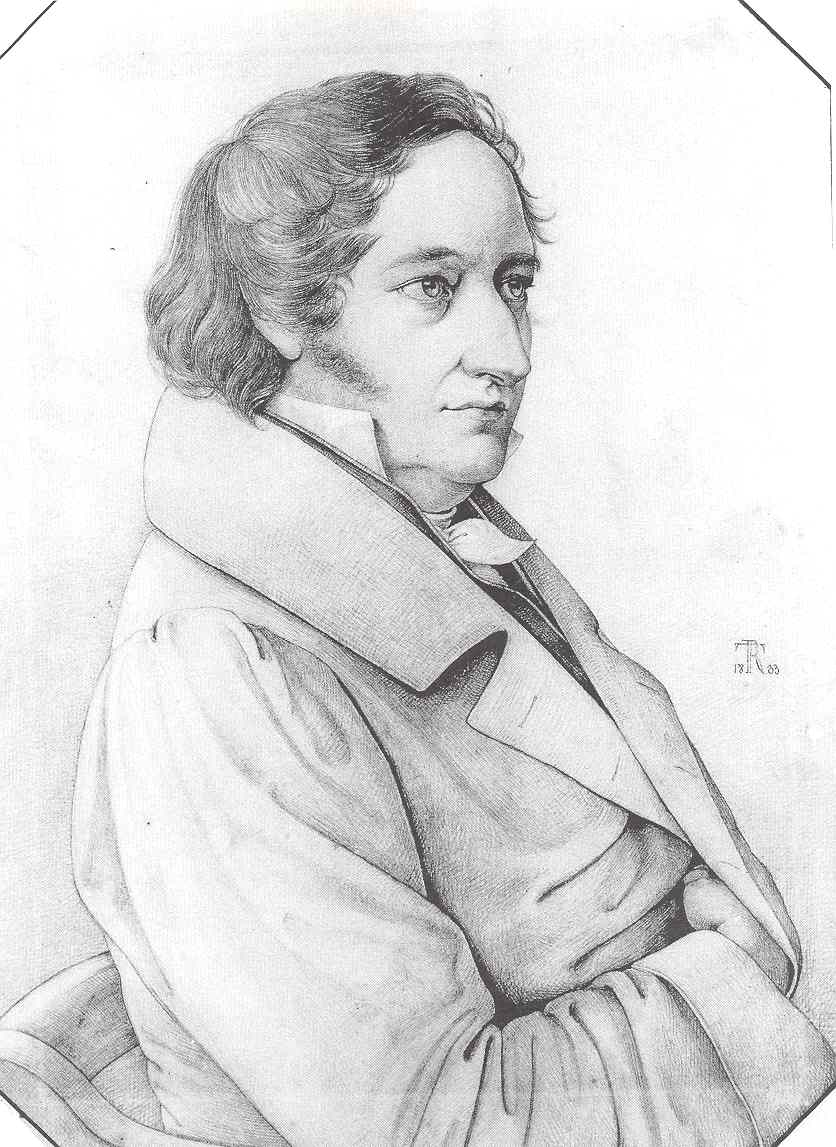
Christian Gerhard Overbeck (1833), Zeichnung von Theodor Rehbenitz

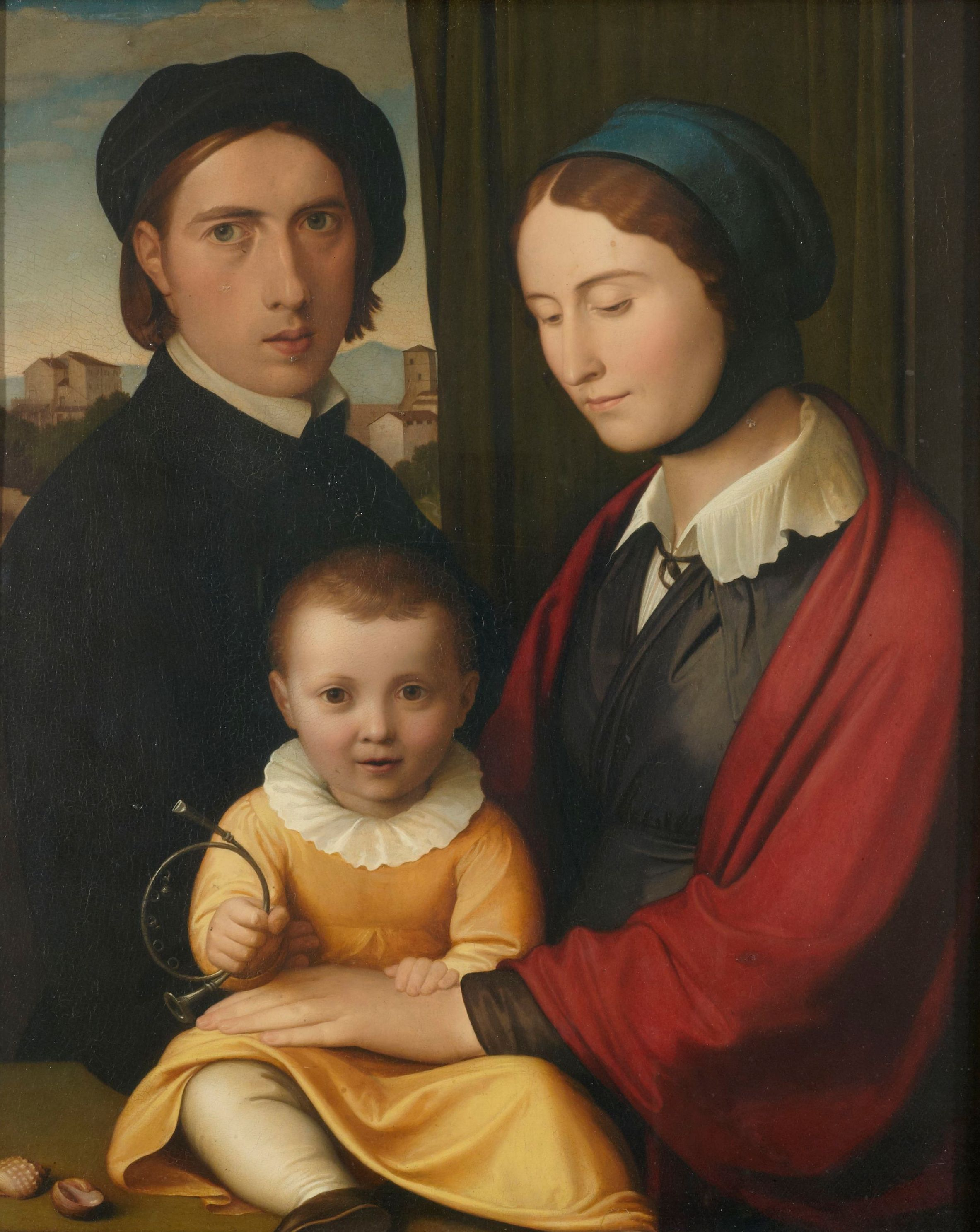
Friedrich Overbecks Geschenk an seinen Bruder: Selbstporträt des Künstlers mit Frau und Sohn Alfons

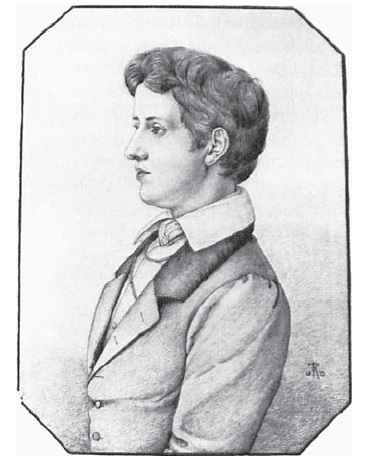
Christian Theodor Overbeck (1833), Zeichnung von Theodor Rehbenitz

Christian Gerhard Overbeck (* 5. Januar 1784 in Lübeck; † 29. Januar 1846 ebenda) war ein deutscher Jurist und Richter am Oberappellationsgericht der vier Freien Städte.

## Leben und Wirken
Overbeck war ein Sohn des Lübecker Juristen, Domherrn, Senators, Bürgermeisters und Dichters („Komm, lieber Mai, und mache“) Christian Adolph Overbeck (1755–1821) und seiner Frau (seit 1781) Elisabeth, verwitwete Kretzschmer, geb. Lang (1753–1820), und Enkel des Juristen Georg Christian Overbeck (1713–1786) und seiner Frau Eleonora Maria Jauch (1732–1797).
Er war das älteste von fünf Geschwistern, von denen Friedrich Overbeck, der Maler, am bekanntesten wurde. Er besuchte bis 1802 das Katharineum zu Lübeck und studierte dann Rechtswissenschaften an der Universität Jena, besonders bei Anton Friedrich Justus Thibaut, dem er 1805 an die Universität Heidelberg folgte. In Jena hatte er auch Philosophie, Geschichte und Naturlehre studiert und gehörte einem geselligen Kreis im Hause des Buchhändlers Carl Friedrich Ernst Frommann an. In Heidelberg studierte er auch bei seinem späteren Lübecker Kollegen Georg Arnold Heise; hier wurde er 1806 zum Dr. iur. promoviert.
Am 16. Juli 1807 begann seine praktische Tätigkeit mit seiner Aufnahme unter die Advokaten und Notare Lübecks. Seine Ernennung zum Justitiar beim St. Johannis-Kloster und bei den Gütern Moisling und Niendorf, der noch im selben Jahr die Berufung zum Syndikus des Schonenfahrer-Kollegiums nachfolgte, erweiterte den Kreis seiner Tätigkeit bedeutend.
Die Einverleibung Lübecks in das französische Kaiserreich veränderte auch Overbecks Stellung. Er trat jetzt als Juge suppléant am Lübecker Tribunal ein und erhielt zugleich die Erlaubnis, beim Appellationsgericht, dem Kaiserlichen Gerichtshof zu Hamburg, als Advokat tätig zu sein. Aus dieser Epoche stammt seine für die Rechtsumbrüche der damaligen Zeit hilfreiche Schrift: Über die Fortdauer der Gültigkeit älterer Hypotheken auf Mobilien, namentlich der Hypothekwechsel, nach neuerem Recht. Nach Ende der Franzosenzeit 1813 wurde Overbeck Aktuar beim Lübecker Landgericht. 1822 wurde er in das Oberappellationsgericht gewählt und am 28. Mai 1824 in das Amt eingeführt. Bemühungen, ihn 1833 als Nachfolger von Anton Diedrich Gütschow zum Syndicus der Hansestadt Lübeck zu machen, blieben erfolglos.
1807 war er in die „Gemeinnützige“ eingetreten und entwickelte sich zu einem ihrer wichtigsten Förderer; es gab in dieser Zeit kaum ein neu entstandenes wohltätiges Institut in Lübeck, das Overbeck nicht mit begründet hätte: die Spar- und Anleihekasse, die Industrieschule, zwei Kleinkinderschulen, der Verein zur Fürsorge für entlassene Strafgefangene (1841), zu dessen Gründung ein leidenschaftlicher Vortrag von Overbeck 1840 den Anstoß gab. 1830–1833 und erneut 1836–1839 war er Direktor der „Gemeinnützigen“. Er war Mitglied der Jung-Lübeck genannten nationalliberalen Erneuerungsbewegung. Als 1842 ein Ausschuss zur Revision der städtischen Verfassung eingesetzt wurde, berief die Lübecker Bürgerschaft ihn zu dessen Vorsitzenden. 1844 erhielt er als Dank für seine Arbeit als Ehrengeschenk der Stadt eine große silberne Deckelamphore, die heute Teil der Sammlung im Behnhaus ist. Die Beendigung der Verfassungsrevision selbst erlebte er nicht mehr; er starb Anfang 1846 an einem Herzleiden.
Auch bei der Vermittlung der Kunst seines Bruders Friedrich Overbeck in seiner Heimatstadt spielte er eine wichtige Rolle. Er erhielt das berühmte Familienbildnis 1830 als Geschenk seines Bruders, ebenso den Karton des Rosenwunders.
Seit 1810 war er verheiratet mit Auguste Rehbenitz († 5. November 1845), der Tochter eines holsteinischen Gutsbesitzers und Schwester von Theodor Rehbenitz. Der Ehe entstammten fünf Kinder, von denen jedoch nur ein Sohn, der spätere Senator Christian Theodor Overbeck (1818–1880), den Vater überlebte.

## Schriften
- Dissertatio inauguralis de collocatione depositi tam regularis quam irregularis in concursu creditorum. [Heidelbergae]: Gutmann 1806
- Über die Fortdauer der Gültigkeit älterer Hypotheken auf Mobilien, namentlich der Hypothek-Wechsel, nach neuerem Rechte: Ein Beytrag zur Erklärung des Artikels 157 des Kaiserlichen Organisations-Decrets vom 4. July 1811. Hamburg: Perthes 1812
- Zur Erinnerung an Christian Adolph Overbeck, beider Rechte Doctor und Bürgermeister zu Lübeck. Lübeck 1830